# هامون و دریا
هامون و دریا فیلمی به کارگردانی  و نویسندگی ابراهیم فروزش ساختهٔ سال ۱۳۸۶ است.

## خلاصه داستان
داستان هامون نوجوان دوتار نوازی است که به همراه مادربزرگش در روستایی زندگی می‌کند و بین او و دریا دخترعموی‌اش عشقی فرازمینی جاری است تا اینکه بیماری دریا (دختر قالیباف روستایی) هامون و تعدادی از نوجوانان روستا را به کویر می‌کشاند تا آنها با گذر از آن مسیر پرخطر برای دریا دارو تهیه کنند و عشق واقعی این دو دلباخته معنا پیدا می‌کند..

## بازیگران
- مهران گل محمدزاده